# Microdigital TK 95
Microdigital TK 95 je brazilská verze počítače Sinclair ZX Spectrum vyráběný společností Microdigital Eletrônica Ltda., následník počítače TK 90X. Vzhledově je podobný počítači Commodore Plus/4.
Počítač má mírně odlišnou ROM, byly provedené úpravy pro zvýšení kompatibility s počítači ZX Spectrum. Přidané příkazy TRACE a UDG ovšem zůstaly.
Ne všechny periférie vyráběné pro ZX Spectrum byly kompatibilní s TK 95, Microdigital Eletrônica však vyráběla i několik svých periférií: světelné pero, interface RS-232 a modemy.
Počítač nebyl na trhu příliš úspěšný, neboť v době jeho uvedení se již více prosazovaly počítače MSX.

## Technické informace[3]
- procesor: Z80A, 3,58 MHz,
- paměť RAM: 48 KiB,
- paměť ROM: 16 KiB.